# فوربس جورج فيرنون
فوربس جورج فيرنون هو سياسي كندي، ولد في 21 أغسطس 1843 في دبلن في جمهورية أيرلندا، وتوفي في 20 يناير 1911 في لندن في المملكة المتحدة. انتخب عضو الجمعية التشريعية لكولومبيا البريطانية ‏.